# Eranthemum
Genre
Eranthemum est un genre de plantes à fleurs de la famille des Acanthaceae. Il regroupe 184 espèces originaires d'Asie. C'est le genre type de sa sous-tribu, les Erantheminae.

## Liste d'espèces

### Selon "The Plant List"[2]16 septembre 2012
- Eranthemum austrosinensis H.S.Lo ,  (1979)
- Eranthemum austrosinensis var. pubipetalum (S.Z. Huang ex H.B. Cui) T.L. Li & Y.F. Deng ,  (2007)
- Eranthemum burmanicum (T.Anderson) N.P.Balakr. ,  (1970)
- Eranthemum capense L. ,  (1753)
- Eranthemum ciliatum (Craib) Benoist ,  (1935)
- Eranthemum erythrochilum J.R.I.Wood ,  (1994)
- Eranthemum griffithii (T.Anderson) Bremek. & Nann.-Bremek. ,  (1948)
- Eranthemum macrophyllum Wall. ex Nees ,  (1832)
- Eranthemum macrostachyus (T.Anderson) N.P.Balakr. ,  (1970)
- Eranthemum obovatum Imlay,  (1939)
- Eranthemum pulchellum Andrews ,  (1800)
- Eranthemum purpurascens Wight ex Nees,  (1832)
- Eranthemum roseum (Vahl) R.Br. ,  (1810)
- Eranthemum shweliense W.W.Sm. ,  (1918)
- Eranthemum splendens (T.Anderson) Bremek. & Nann.-Bremek. ,  (1948)
- Eranthemum strictum Colebr. ex Roxb. ,  (1820)
- Eranthemum suffruticosum Roxb. ,  (1820)
- Eranthemum sumatranum Bremek. & Nann.-Bremek. ,  (1948)
- Eranthemum tapingense W.W.Sm. ,  (1918)
- Eranthemum tetragonum Wall. ex Nees ,  (1832)
- Eranthemum tubiflorum (T.Anderson) Radlk. ex Lindau ,  (1895)
- Eranthemum viscidum Blume ,  (1826)
- Eranthemum wattii (Bedd.) Stapf  ,  (1909)

### SelonNCBI(5 sept. 2010)[3]
- Eranthemum pulchellum

### SelonITIS(5 sept. 2010)[4]
- Eranthemum pulchellum Andr.

### Selon PPP-Index
- Eranthemum acanthoides
- Eranthemum acanthophorum
- Eranthemum aciculare
- Eranthemum acuminatissimum
- Liste complète d'espèces

## Espèces aux noms synonymes, obsolètes et leurs taxons de référence
Selon "The Plant List" 16 septembre 2012
- Eranthemum acanthodes Spreng.  = Scolosanthus acanthodes (Spreng.) Urb. , (1900)
- Eranthemum aciculare (Sw.) R.Br. ex Roem. & Schult. = Oplonia acicularis (Sw.) Stearn
- Eranthemum acuminatissimum Miq.  = Pseuderanthemum acuminatissimum (Miq.) Radlk.
- Eranthemum affine Spreng.  = Ruspolia hypocrateriformis  (Vahl) Milne-Redh. , (1936)
- Eranthemum albiflorum Hook.  = Pseuderanthemum albiflorum Radlk.
- Eranthemum album Nees  = Pseuderanthemum album Radlk.
- Eranthemum ambiguum Schult.  = Oplonia acicularis (Sw.) Stearn
- Eranthemum amethystinum Ridl.  = Pseuderanthemum acuminatissimum (Miq.) Radlk.
- Eranthemum andersonii Mast.  = Pseuderanthemum andersonii Lindau
- Eranthemum angustatum L. = Agathelpis angustifolia Choisy, (1824)
- Eranthemum angustifolium L. = Agathelpis angustifolia Choisy, (1824)
- Eranthemum atropurpureum W.Bull  = Pseuderanthemum carruthersii  (Seem.) Guillaumin  , (1948)
- Eranthemum atropurpureum Hook.f. [Illegitimate] = Pseuderanthemum kewense L.H.Bailey
- Eranthemum aureoreticulatum B.S.Williams  = Pseuderanthemum carruthersii  (Seem.) Guillaumin  , (1948)
- Eranthemum aureoreticulatum Hook.f. = Pseuderanthemum carruthersii  (Seem.) Guillaumin  , (1948)
- Eranthemum barlerioides Roxb.  = Eranthemum suffruticosum Roxb. ,  (1820)
- Eranthemum bicolor Schrank  = Eranthemum pulchellum Andrews ,  (1800)
- Eranthemum blumei Hassk. 	 = Pseuderanthemum crenulatum Radlk.
- Eranthemum blumei Teijsm. ex Miq.  = Pseuderanthemum andersonii Lindau
- Eranthemum breviflos C.B.Clarke  = Pseuderanthemum breviflos Ridl.
- Eranthemum carruthersii Seem. = Pseuderanthemum carruthersii  (Seem.) Guillaumin  , (1948)
- Eranthemum cinnabarinum Wall.  = Pseuderanthemum cinnabarinum Radlk.
- Eranthemum cooperi Hook. 	 = Pseuderanthemum cooperi Radlk.
- Eranthemum corcovadense Regel  = Pseuderanthemum corcovadense Lindau
- Eranthemum crenulatum Lindl.  = Pseuderanthemum crenulatum Radlk.
- Eranthemum cubensis Spreng. ex Nees  = Barleriola solanifolia (L.) Oerst. , (1854)
- Eranthemum curtatum C.B.Clarke  = Pseuderanthemum curtatum Merr.
- Eranthemum cuspidatum Nees  = Pseuderanthemum cuspidatum  (Nees) Radlk.  , (1883 publ. 1884)
- Eranthemum diantherum Blume  = Pseuderanthemum crenulatum Radlk.
- Eranthemum diversifolium Miq.  = Pseuderanthemum diversifolium Radlk.
- Eranthemum ecbolium T.Anderson 	 = Ecbolium ligustrinum (Vahl) Vollesen, (1989)
- Eranthemum edgeworthianum Nees 	 = Eranthemum pulchellum Andrews ,  (1800)
- Eranthemum elegans Mast.  = Pseuderanthemum andersonii Lindau
- Eranthemum elegans R  = Lankesteria elegans (P. Beauv.) T. Anderson , (1863)
- Eranthemum emarginatum Desf. ex Link  = Oplonia spinosa Raf.
- Eranthemum exaequatum Nees  = Pseuderanthemum exaequatum Radlk.
- Eranthemum faecundum Lindl.  = Pseuderanthemum faecundum Radlk.
- Eranthemum fasciculatum Blume  = Pseuderanthemum bicolor Radlk.
- Eranthemum fastigiatum (Lam.) R.Br. ex Roem. & Schult. 	 = Eranthemum capense L. ,  (1753)
- Eranthemum filiforme Willd. ex Nees  = Pseuderanthemum cuspidatum  (Nees) Radlk.  , (1883 publ. 1884)
- Eranthemum flavum Willd. = Barleria oenotheroides Dum.Cours. , (1814)
- Eranthemum fruticosum Elmer  = Pseuderanthemum fruticosum Merr.
- Eranthemum graciliflorum Nees  = Pseuderanthemum graciliflorum Ridl.
- Eranthemum grandiflorum Zipp. ex Span.  = Eranthemum pulchellum Andrews ,  (1800)
- Eranthemum hildebrandtii C.B.Clarke  = Pseuderanthemum hildebrandtii Lindau
- Eranthemum hirtipistillum C.B.Clarke  = Pseuderanthemum hirtipistillum Ridl.
- Eranthemum hispidum (sv) Nees 	 = Lankesteria parviflora Lindl.
- Eranthemum huegelii Burkill 	 = Pseuderanthemum huegelii K.Schum.
- Eranthemum hypocrateriforme (Vahl) R.Br. ex Roem. & Schult. = Ruspolia hypocrateriformis  (Vahl) Milne-Redh. , (1936)
- Eranthemum igneum Linden 	 = Aphelandra maculata (Tafalla ex Nees) Voss , (1894)
- Eranthemum kingii C.B.Clarke  =Pseuderanthemum kingii Ridl.
- Eranthemum lanceum Nees 	 = Pseuderanthemum lanceum Radlk.
- Eranthemum lapathifolium Nees  = Pseuderanthemum lapathifolium (Vahl) B.Hansen
- Eranthemum lateriflorum C.B.Clarke  = Gymnostachyum lateriflorum (C.B.Clarke) B.Hansen , (1985)
- Eranthemum latifolium (Vahl) Kurz  = Pseuderanthemum latifolium (Vahl) B.Hansen
- Eranthemum leptanthus C.B.Clarke 	 = Pseuderanthemum leptanthus Lindau
- Eranthemum leptostachyum Nees  = Pseuderanthemum leptostachyum Radlk.
- Eranthemum lindaui C.B.Clarke  = Pseuderanthemum tunicatum (Afzel.) Milne-Redh. 	, (1936)
- Eranthemum macrophyllum var. angustifolium Nees = Pseuderanthemum macrophyllum Radlk.
- Eranthemum majus Baill.  = Pseuderanthemum majus (Baill.) Guillaumin
- Eranthemum malabaricum C.B.Clarke  = Pseuderanthemum malabaricum Gamble
- Eranthemum micranthum Nees  = Pseuderanthemum variabile Radlk.
- Eranthemum minutiflorum Elmer  = Pseuderanthemum minutiflorum Merr.
- Eranthemum modestum Nees ex Mart.  = Pseuderanthemum modestum Radlk.
- Eranthemum modestum var. majus Nees  = Pseuderanthemum modestum Radlk.
- Eranthemum modestum var. minus Nees  = Pseuderanthemum modestum Radlk.
- Eranthemum montanum (Roxb.) Roxb. = Eranthemum capense L. ,  (1753)
- Eranthemum moorei W.Bull 	 = Pseuderanthemum moorei Radlk.
- Eranthemum nervosum (Vahl) R.Br. ex Roem. & Schult.  = Eranthemum pulchellum Andrews ,  (1800)
- Eranthemum nervosum Dalzell & Gibson  = Eranthemum purpurascens Wight ex Nees,  (1832)
- Eranthemum nigrescens W.Bull  = Pseuderanthemum carruthersii  (Seem.) Guillaumin , (1948)
- Eranthemum nigritianum T.Anderson  = Pseuderanthemum tunicatum  (Afzel.) Milne-Redh. 	, (1936)
- Eranthemum nigrum Linden 	 = Pseuderanthemum carruthersii  (Seem.) Guillaumin  , (1948)
- Eranthemum obovatum E.Mey. ex Nees  = Dyschoriste serpyllifolia (Nees) Benoist , (1967)
- Eranthemum pacificum Engl.  = Pseuderanthemum pacificum Lindau
- Eranthemum parviflarum P.J.Bergius  = Agathelpis parvifolia Choisy , (1824)
- Eranthemum parviflorum Willd.  = Justicia salviiflora Kunth , (1818)
- Eranthemum parvifolium Link  = Oplonia acicularis (Sw.) Stearn
- Eranthemum parvifolium L. = Agathelpis parvifolia Choisy , (1824)
- Eranthemum pelagicum Seem.  = Pseuderanthemum pelagicum (Seem.) P.S.Green
- Eranthemum plumbaginoides Maury 	 = Pseuderanthemum tunicatum  (Afzel.) Milne-Redh. 	, (1936)
- Eranthemum polyanthum C.B.Clarke ex Oliv.  = Pseuderanthemum polyanthum (C.B.Clarke) Merr.
- Eranthemum porphyranthos C.B.Clarke  = Pseuderanthemum acuminatissimum (Miq.) Radlk.
- Eranthemum pratense Pancher ex Beauvis.  = Pseuderanthemum variabile Radlk.
- Eranthemum pulchellum (Roxb.) Roxb. [Illegitimate]  = Eranthemum purpurascens Wight ex Nees,  (1832)
- Eranthemum racemosum Roxb.  = Pseuderanthemum racemosum Radlk.
- Eranthemum reticulatum W.Bull  = Pseuderanthemum carruthersii  (Seem.) Guillaumin  , (1948)
- Eranthemum reticulatum A.de Vos [Illegitimate]  = Pseuderanthemum carruthersii  (Seem.) Guillaumin 	, (1948)
- Eranthemum salsoloides L.f. = Campylanthus salsoloides (L.f.) Roth. , (1821)
- Eranthemum scabrum Wall. ex T.Anderson  = Eranthemum pulchellum Andrews ,  (1800)
- Eranthemum schomburgkii auct.  = Pseuderanthemum carruthersii  (Seem.) Guillaumin 	 , (1948)
- Eranthemum selangorense C.B.Clarke  = Pseuderanthemum selangorense Ridl.
- Eranthemum serpyllifolium Willd. ex Schult. = Andrographis serpyllifolia (Vahl) Wight , (1850)
- Eranthemum sinuatum R.Br. ex Roem. & Schult.  = Anthacanthus sinuatus Nees.
- Eranthemum spinosum Lour.  = Barleria acanthophora (Roem. & Schult.) Nees , (1847)
- Eranthemum spinosum (Jacq.) R.Br. ex Roem. & Schult. [Illegitimate]  = Oplonia spinosa Raf.
- Eranthemum subviscosum C.B.Clarke  = Pseuderanthemum subviscosum  (C.B.Clarke) Stapf 	 , (1909)
- Eranthemum sumatrense Ridl.  = Pseuderanthemum sumatrense (Ridl.) Merr.
- Eranthemum teijsmannii T.Anderson  = Pseuderanthemum teijsmannii (T.Anderson) Stapf
- Eranthemum tenellum Benth.  = Pseuderanthemum tetragonum Radlk.
- Eranthemum tricolor W.Bull 	 = Pseuderanthemum carruthersii  (Seem.) Guillaumin  , (1948)
- Eranthemum tricolor Leblebici  = Pseuderanthemum tricolor Radlk.
- Eranthemum tricolor G.Nicholson  = Pseuderanthemum tricolor Radlk.
- Eranthemum tuberculatum Hook.f. 	 = Pseuderanthemum repandum subsp. tuberculatum (Hook.) Heine
- Eranthemum variabile R.Br.  = Pseuderanthemum variabile Radlk.
- Eranthemum variabile var. dentatum Nees  = Pseuderanthemum variabile Radlk.
- Eranthemum variabile var. grandiflorum Benth.  = Pseuderanthemum variabile Radlk.
- Eranthemum variabile var. integrifolium Nees  = Pseuderanthemum variabile Radlk.
- Eranthemum variabile var. lineare Nees  = Pseuderanthemum variabile Radlk.
- Eranthemum variabile var. molle Benth.  = Pseuderanthemum variabile Radlk.
- Eranthemum varians Billb.  = Eranthemum pulchellum Andrews ,  (1800)
- Eranthemum velutinum Guillaumin [Illegitimate]  = Pseuderanthemum pseudovelutinum Guillaumin
- Eranthemum verbenaceum Nees ex Mart.  = Pseuderanthemum verbenaceum Radlk.
- Eranthemum versicolor auct. 	 = Pseuderanthemum versicolor Radlk.
- Eranthemum versicolor A.de Vos  = Pseuderanthemum versicolor Radlk.
- Eranthemum viscidum var. angustibracteatum Bremek.  = Eranthemum viscidum Blume ,  (1826)
- Eranthemum viscidum var. linearifolium Hochr.  = Eranthemum viscidum Blume ,  (1826)
- Eranthemum viscidum var. pubescens Hochr.  = Eranthemum viscidum Blume ,  (1826)
- Eranthemum zollingerianum Nees  = Pseuderanthemum zollingerianum Radlk.

## Espèces aux statuts non encore décidés
Selon "The Plant List" 16 septembre 2012
- Eranthemum acanthophorum (Nees) Schult.
- Eranthemum adenocarpum S.F.Blake
- Eranthemum affine Warb. [Unplaced]
- Eranthemum alatum Nees
- Eranthemum albomarginatum B.S.Williams [Unplaced]
- Eranthemum ardisioides C.B.Clarke
- Eranthemum armatum (Sw.) R.Br. ex Roem. & Schult.
- Eranthemum aspersum Hook.f.
- Eranthemum austrosinense var. pubipetalum (S.Z.Huang ex H.P.Tsui) T.L.Li & Y.F.Deng
- Eranthemum bifarium (Wall. ex Nees) Nees [Unplaced]
- Eranthemum bilabiale C.B.Clarke
- Eranthemum borneense Hook.f.
- Eranthemum candidum Ridl.
- Eranthemum caudifolium C.B.Clarke
- Eranthemum coccineum Lem.
- Eranthemum congestum S.Moore [Unplaced]
- Eranthemum cordatum Nees
- Eranthemum crenulatum Nees
- Eranthemum cristatum Humb. & Bonpl. ex Spreng. & Link [Unplaced]
- Eranthemum decurrens Hochst.
- Eranthemum detruncatum Nees & Mart.
- Eranthemum diantherum Roxb. [Unplaced]
- Eranthemum duckei Rizzini [Unplaced]
- Eranthemum eboracense W.Bull [Unplaced]
- Eranthemum el-dorado B.S.Williams
- Eranthemum elatum Kurz
- Eranthemum elegans (P.Beauv.) Roem. & Schult.
- Eranthemum erectum T.Anderson [Unplaced]
- Eranthemum fasciculatum Oerst.
- Eranthemum fournieri André
- Eranthemum haenkeanum Nees
- Eranthemum heterophyllum Nees
- Eranthemum hispidulum Nees
- Eranthemum hyssopifolium T.Anderson [Unplaced]
- Eranthemum indicum (Nees) C.B.Clarke
- Eranthemum insularum A.Gray
- Eranthemum laxiflorum A.Gray
- Eranthemum leuconeurum Schltdl. [Unplaced]
- Eranthemum longifolium Regel [Unplaced]
- Eranthemum longifolium (G.Forst.) Seem.
- Eranthemum ludovicianum Büttner
- Eranthemum lycioides Desf. ex Link
- Eranthemum malaccense C.B.Clarke
- Eranthemum mannii T.Anderson ex C.B.Clarke
- Eranthemum marmoratum Regel [Unplaced]
- Eranthemum marmoratum W.Bull [Unplaced]
- Eranthemum microphyllum (Lam.) R.Br. ex Roem. & Schult.
- Eranthemum ovatifolium C.B.Clarke ex Ridl. [Unplaced]
- Eranthemum palatiferum (Wall. ex Nees) Nees
- Eranthemum palatiferum Hook.f.
- Eranthemum paniculatum Blume
- Eranthemum parishii (T.Anderson) C.B.Clarke
- Eranthemum parviflorum R.Br. ex Spreng. [Unplaced]
- Eranthemum parviflorum Warb. [Unplaced]
- Eranthemum praecox Benth.
- Eranthemum pubescens Roth [Unplaced]
- Eranthemum pubipetalum S.Z.Huang ex H.P.Tsui
- Eranthemum pumilio C.B.Clarke [Unplaced]
- Eranthemum punctatum Nees
- Eranthemum repandum (G.Forst.) R.Br. ex Roem. & Schult.
- Eranthemum riedelianum Nees
- Eranthemum roseum Linden & E.Fourn. [Illegitimate]
- Eranthemum rubrovenium Veitch
- Eranthemum salaccense Blume
- Eranthemum sanguinolentum Veitch [Unplaced]
- Eranthemum semperflorens Roth [Unplaced]
- Eranthemum senense Klotzsch
- Eranthemum sessile Nees [Unplaced]
- Eranthemum sessiliflorum Regel & Herder [Unplaced]
- Eranthemum seticalyx C.B.Clarke
- Eranthemum succisifolium Kurz
- Eranthemum tetrasepalum S.F.Blake
- Eranthemum variegatum Bedd. [Unplaced]
- Eranthemum velutinum W.Bull
- Eranthemum verschaffeltii (Coem.) Voss
- Eranthemum verticillatum Spreng.
- Eranthemum vincoides (Lam.) R.Br. ex Roem. & Schult.
- Eranthemum wardii (W.W.Sm.) N.P.Balakr.
- Eranthemum whartonianum Hemsl. [Unplaced]